# Claudia Hiersche
Claudia Hiersche est une actrice allemande née le 22 février 1977 à Francfort-sur-l'Oder, en Allemagne. Elle est surtout connue pour son rôle du personnage lesbien fictif de Carla von Lahnstein (en) dans la série télévisée Verbotene Liebe.

## Filmographie
- 2000 : Die Harald Schmidt Show (série télévisée) : elle-même
- 2000 : Wolkenlos (série télévisée documentaire) : elle-même
- 2003 : Schwer verknallt (téléfilm) : Carla
- 2008 : Das perfekte Promi-Dinner (série télévisée) : elle-même
- 2009 : Riverboat - Die MDR-Talkshow aus Leipzig (série télévisée documentaire) : elle-même
- 2003-2010 : Verbotene Liebe (série télévisée) : Carla von Lahnstein (en)
- 2011 : Profession : espionne (téléfilm) : Nina Wenzel
- 2011 : Inga Lindström (série télévisée) : Mia Persson
- 2011 : Alerte Cobra (série télévisée) : Petra
- 2013 : Mick Brisgau (série télévisée) : madame Schmidt
- 2014 : Heldt (de) (série télévisée) : Martha Fischer
- 2014 : Ein Fall von Liebe (série télévisée) : Hannah Weidenfels
- 2015 : SOKO Köln (série télévisée) : Melanie Volland
- 2016 : SOKO Wismar (série télévisée) : Clarissa Reepmann
- 2016 : Von oben nach unten (film) : Hanna Weiler
- 2017 :  Die Chefen (série télévisée) : Jana Hoffmann
- 2020 : SOKO Stuttgart (série télévisée) : épisode 8 Placeboeffekt - Mascha Ahlers
- 2020-2021 : Der Lehrer (série télévisée) - épisodes 77 à 89 : Melanie Flemming
- 2015-2023 : Bettys Diagnose (série télévisée) : doctoresse Helena von Arnstett